# 雪童子 (童話)
《雪童子》是新潟縣流傳的童話故事。

## 故事內容
很久很久以前，在某個地方住著一對心地善良的老夫婦。他們兩人因為沒有孩子，所以在某個下雪日老爺爺和老奶奶為了要排遣寂寞的日子，他們倆就用雪做出一個孩子形狀的人偶來。
在那之後某個暴風雪的夜晚。老夫婦的家裡突然出現了一個孩子。他們對於來訪的孩子感到意外又很喜悅，於是就把他當成自己的孩子一樣，細心的呵護著他。可是當接近春天的時候，那個孩子就逐漸消瘦，使老夫婦非常的擔心，接著在不知不覺間，那個孩子突然消失了蹤影。
日月飛逝冬天又來臨，在暴風雪的夜晚，那個孩子又來夫婦倆的家。還是和以前一樣，在春天來臨的時候失去了蹤影。之後那樣的事情持續了好幾年。
其實那個孩子是老爺爺和老奶奶所做的雪人偶的精靈變的。為了慰勞心地善良的老夫婦，神就把雪人偶變成人類孩子的樣子，讓老夫婦不會感到寂寞。
雖然現在孩子沒有再次出現於老夫婦家，不過老夫婦那段養育那孩子的快樂的回憶卻永留心中。